# Onomastus simoni
Onomastus simoni là một loài nhện trong họ Salticidae.
Loài này thuộc chi Onomastus. Onomastus simoni được Marek Żabka miêu tả năm 1985.